# Баклава
 Тази статия е за сладкиша.  За етно-джаз групата вижте Баклава (група).  
Баклавата (на арабски: البقلاوة) е вид сладка баница, сиропиран сладкиш.
Баклавата се разпространява сред иранските народи, Османската империя, балканските народи, Азербайджан, Армения и др.
Прави се от тесто, разточено и опечено на много тънки кори. Корите се пълнят с орехови ядки (или шамфъстък) и се заливат със захарен сироп.
Ежегодно в търговищкото село Драгановец се празнува Празник на баклавата.